# Gymnoscelis lindbergi
Gymnoscelis lindbergi är en fjärilsart som beskrevs av Claude Herbulot 1957. Gymnoscelis lindbergi ingår i släktet Gymnoscelis och familjen mätare. Inga underarter finns listade i Catalogue of Life.